# Оттава Сенаторз (1883—1934)
«Оттава Сенаторз» (англ. Ottawa Senators, фр. Sénateurs d'Ottawa) — вначале любительский, позже профессиональный хоккейный клуб из Оттавы (провинция Онтарио, Канада), выступавший в Национальной хоккейной ассоциации (1910—1917) и Национальной хоккейной лиге (1917—1934). В 1934 году команда переехала в Сент-Луис (штат Миссури, США), где играла один сезон под названием «Сент-Луис Иглз», затем была расформирована.
Семикратный обладатель Кубка Стэнли до существования НХЛ, за время выступлений в лиге клуб выигрывал трофей четыре раза (1920, 1921, 1923, 1927).
В 1992 году одноимённая франшиза начала выступать в НХЛ.

## История

### От любительской команды до вступления в НХА
Первый в провинции Онтарио любительский клуб под названием «Оттава ХК» был основан в 1883 году. С 1886 по 1910 годы команда играла в различных лигах, в начале XX века получив статус профессиональной. В 1903—1906 и 1909—1911 годах клуб становился обладателем Кубка Стэнли (последний раз в статусе чемпиона Национальной хоккейной ассоциации).

### Выступление в НХА
В 1910 команда вошла в число участников стартового сезона ассоциации и в том же году выиграла Кубок Стэнли (не став, однако, лучшей в НХА). В следующем сезоне клуб завоевал как О'Брайн Трофи (главную награду ассоциации), так и Кубок Стэнли. В 1915 году «Сенаторз» выиграли свой второй титул в НХА, но уступили «Ванкуверу» в финале Кубка Стэнли. Принципиальными соперниками команды в этот период были «Монреаль Уондерерз», «Квебек Булдогз» и «Монреаль Канадиенс».

### «Супершестёрка»
«Супершестёрка» 1920-х считается первой в истории НХЛ династией: с 1920 по 1927 годы «Сенаторы» четырежды брали Кубок Стэнли.

### Последние годы и переезд в Сент-Луис
Великая депрессия стала главной причиной финансового кризиса клуба на стыке десятилетий. Оттава на тот момент была самой маленькой агломерацией в лиге, и в поисках лучших условий команда переехала в Сент-Луис.

### «Сент-Луис Иглз»
Переезд не устранил финансовых проблем клуба: «Иглз» провели в Сент-Луисе всего один сезон. Важным фактором исчезновения команды стали длинные и дорогостоящие железнодорожные переезды в Канаду и северо-восточные штаты.
В результате клуб пришлось расформировать: игроки с действующими контрактами были выставлены на драфт. Большинство из них были выбраны другими клубами НХЛ, остальные отправились в низшие лиги.

## Возвращение НХЛ в Оттаву
В начале 90-х в НХЛ наступила волна расширения, и в декабре 1990 года клуб «Оттава Сенаторз» был официально включён в лигу. Дебютным для «Сенаторов» стал сезон 1992/93.